# Cosmophyga monasticaria
Cosmophyga monasticaria là một loài bướm đêm trong họ Geometridae.